# Кампана (Л'Аквила)
Кампана (итал. Campana) је насеље у Италији у округу Л'Аквила, региону Абруцо.
Према процени из 2011. у насељу је живело 26 становника. Насеље се налази на надморској висини од 591 м.